# 数字映射
数字映射（Digital twin），或译作数字孪生、数字分身、数位雙生，指在信息化平台内模拟物理实体、流程或者系统，類似實體系統在信息化平台中的雙胞胎。借助于数字映射，可以在信息化平台上了解物理实体的状态，甚至可以对物理实体里面预定义的接口元件进行控制。
数字映射是物联网里面的概念，它指通过集成物理反馈数据，并辅以人工智能、机器学习和软件分析，在信息化平台内建立一个数字化模拟。这个模拟会根据反馈，随着物理实体的变化而自动做出相应的变化。理想状态下，数字映射可以根据多重的反馈源数据进行自我学习，从而几乎实时地在数字世界里呈现物理实体的真实状况。数字映射的反馈源主要依赖于各种传感器，如压力、角度、速度传感器等。数字映射的自我学习（或称机器学习）除了可以依赖于传感器的反馈信息，也可以是通过历史数据，或者是集成网络的数据学习。后者常指多个同批次的物理实体同时进行不同的操作，并将数据反馈到同一个信息化平台，数字映射根据海量的信息反馈，进行迅速的深度学习和精确模拟。

## 应用
数字映射可以应用在各种行业（目前主要是工业）对核心设备、流程的使用进行优化，并简化维护工作，目前也有農漁業數位分身應用的嘗試。
在建筑行业，数字映射可透过大量嵌入式感测器对资产进行持续监控，从而实现基础设施各个方面的即时资料收集。这种主动的 DT 即时监控和维护方法可确保及时介入并最大限度地减少停机时间。此外，虚拟数字映射模型通常反映竣工实体产品的几何形状，从而优化现场施工作业。 DT 使所建构的实体产品的三维几何形状来识别表面参数。在营运优化的情况下，数字映射透过分析来自感测器的资料流并即时调整参数来实现营运的即时优化，从而提高建筑单元的性能。在当前建筑环境数位化和绿色转型的时代，数字映射可以更有效地监控资源消耗和利用，从而可以对能源、材料使用和水进行数据驱动的优化，从而透过确定需要改进的领域来支持永续发展目标。

## 相关條目
- 工业4.0
- 物联网
- 有限单元法
- 機能使用監控系統（英语：Health and usage monitoring systems）
- 集成车辆健康管理系统（英语：Integrated vehicle health management）
- 虛擬工作場所（英语：Virtual workplace）